# Quararibea spatulata
Quararibea spatulata là một loài thực vật có hoa trong họ Cẩm quỳ. Loài này được Ducke miêu tả khoa học đầu tiên năm 1943.